# Çò des de Puig
Çò des de Puig és una casa de Canejan (Vall d'Aran) inclosa a l'Inventari del Patrimoni Arquitectònic de Catalunya.

## Descripció
Casa d'estructura senzilla,rectangular amb un xamfrà escapçat,adossada al terraplè,però en sentit transversal,de manera que la façana principal amb una porta elevada,presidida per una pedra que duu gravat l'any 1829,s'orienta a ponent,perpendicular a la "capièra". La coberta d'encavallades de fusta suporta un llosat de pissarra amb planxes de zinc en les arestes,és de dos vessants i un "tresaigües" a cada extrem a fi d'encabir sengles "humenèges". El pati clos i la "galeria" es troben en la banda de ponent. Les obertures de fusta són comptades, les mínimes indispensables,la "trapa" permet accedir a la coberta per reparar-la i per netejar la xemeneia. Els paraments foren arrebosssats, emblanquinats, i la cantonada més cistent decorada amb pintures que limiten una obra de bona carreuada.